# ロムヌィの戦い
ロムヌィの戦い（ロムヌィのたたかい）は、2022年のロシアによるウクライナ侵攻のウクライナ北東部攻勢において、2022年2月24日に始まったスームィ州ロムヌィでの一連の軍事交戦である。

## 背景
ロムヌィはスームィ州の辺境にある人口約3万8000人の町であり、スームィ、ブロヴァルィー、ネドリハイリフ、キーウ（ウクライナの首都）を結ぶハイウェイH07が通っている。そのため、ロムヌィはキーウ攻勢とウクライナ北東部攻勢を結び付けている戦略上重要地域となっている。

## 戦闘経過

### 2月24日 - 28日
ウクライナ侵攻初日の2月24日の夕方、ネドリハイリフ（ロムヌィの東）とコノトプ（ロムヌイの北）の都市から来たロシア兵の2つの車列がロムヌィ方向に進んだ。
2月26日から27日の間に、さらに多くのロシア車がクラスノピリアからスームィを迂回してロムヌイに向かった。ロムヌィ・ラヨン（地区）の長であるデニス・バシチェンコによると、この間、負傷者、死亡者、砲撃はなかった。2番目の車列は、ロムヌィに到着する前にウクライナ軍に爆撃された。
2月28日、ロシア軍はロムヌィ矯正施設を攻撃した。同日、Pogozha Krynytsia村で、1人の地元住民が自分の車で道路を封鎖してロシア車の移動を妨害しようとしたが、戦車に車ごと押しつぶされ死亡した。

### 3月1日 - 7日
3月1日、ロシア軍は、ロムヌィのすぐ南にあり、過去数日争われてきたBilovods'keとBobryk村を占領した 。3月4日、ロシアとウクライナとの交渉の後、ロムヌィはスームィ、ハルキウ、チェルニーヒウの各州から避難する民間人用の人道回廊に選ばれた。同日、スパルタク村の住民は、ネドリハイリフから来てロムヌイを通過するロシアの車両を阻止しようとした。彼らは道路を封鎖することに成功したが、その後のロシアの攻撃により民間人1人が死亡した。3月4日の夕方遅く、ロシア軍は、リポバ・ドリーナからロムヌィとロムヌィ・ラヨン南部のBilovod'skeへの道路を封鎖した一方、Nedryhailivとロムヌィ間のハイウェイは依然としてウクライナの支配下にあった。
3月4日から5日までの一晩で、ロシア兵が養鶏場を破壊した上、約10万羽の家禽を殺害し、養鶏場に推定100万フリヴリャ相当の損害を与えた。

#### 3月5日
バシチェンコによれば、3月5日にロシア軍に捕らえられた4人の人質のうち3人が解放された。同日、道路に立っていたロシア兵がガソリンスタンドにいたウクライナ領土防衛隊の部隊に発砲し、ウクライナ兵1人が死亡、2人が負傷した。3月5日の夕方、Pustoviitivka村でスームィからロムヌイに移動する2台の車にロシア兵が発砲し、民間人1人が負傷、3人が負傷した。その日の夜遅く、ロムヌィ・ラヨンのスクリパリ村で、ウクライナ軍はロシアの車列を破壊し、不特定多数の兵士を殺害した。
3月5日の夕方から6日までに、Pustoviitivkaとロムヌィで、銃弾が発射されたが負傷者は出なかった。しかし、ロムヌィでの銃撃で町の一部が停電した。

### 3月8日 - 19日
3月11日、バシチェンコは、ウクライナ軍がロムヌイとLokhvytsia間の道路の封鎖を解除し、民間人の南への避難が可能になったと報告した。同日朝、ロムヌィ近郊で、警察とウクライナ領土防衛隊が野原で29人のロシア兵を発見し、拘束したが、その全員が行方不明になったと主張した。
3月12日の翌日、スームィ州に緑の回廊が設置され、スームィ、トロスティアネッツ、コノトプ、レベディン、ヴェリカ・ピサリフカ、クラスノピリアの民間人がポルタヴァ州へと避難することができた。人道回廊は3月18日に再開した。
ウクライナ軍参謀本部は3月19日、ロシアの第1親衛戦車軍がスームィ周辺に集中し始めている一方で、トロスティアネッツ、プリルキー、ロムヌィでも攻勢を試みたが、成功しなかったと報告した。

## ロシアの撤退
ウクライナ北東部攻勢でのウクライナの勝利後の4月1日、ロシア軍はキーウ州とチェルニーヒウ州からロムヌィを通ってロシアの国境に向かう回廊経由でロムヌイ・ラヨンからの撤退を開始した。撤退は4月4日に終了した。